# 林善茂
林 善茂（はやし よししげ、1922年 - 2013年）は日本の経済学者、北海道大学名誉教授。専門は、農業経済学・アイヌ民族文化研究。北海道小樽市生まれ。

## 来歴
1938年に北海道帝国大学予科農類に入学し、1943年に北海道帝国大学農学部農業経済学科を卒業した。卒業後、農学部で研究生や助手となり、1948年8月に助教授に就任している。
1953年、新設された北海道大学経済学部に転じた。1962年に北海道大学で農学博士号を取得した。翌年、教授に昇格した。
1972年、北海道大学の評議員に選出される。1976年に北海道大学経済学部長に就任した。部長在職中の1977年に講義で「北海道経済史は辺境における開発の歴史として見ていくことであり、主体は日本人であってアイヌではない」「アイヌの歴史は切り捨てる」、また和人男性が蝦夷地に来た頃に彼らと結婚したアイヌ女性を「占領軍時代のパンパンと同じ」などの発言をおこなったことが学生やアイヌの反発を招き、糾弾として教室に封鎖される事態となった（機動隊により救出）。アイヌの結城庄司は林の解放後も大学構内にテントを張って抗議を続け、萱野茂の仲介により林は全面的に謝罪した。
1985年3月に北海道大学を定年退官した後、同大学名誉教授となる。同年名古屋商科大学教授に就任し、1994年3月まで「経済学史概論」などを講じた。1996年11月には勲二等瑞宝章を受章している。
北海道大学文書館に度々、書籍資料等を寄贈している。

## 主な著書
- 『内村鑑三と新渡戸稲造』北海道大学北大季刊刊行会、1958年
- 『アイヌの農耕文化』〈考古民俗叢書4〉慶友社、1969年 978-4-87449-104-1
- 『農林業』（紺谷憲夫と共著）明玄書房, 1980年